# عين زارة
قالب:معلومات منطقة
عين زارة هي إحدى  مناطق طرابلس في ليبيا وتعتبر الان اكبر عدد السكان يليها تاجوراء وسوق الجمعة. تبدأ من نهاية زناتة الفرناج وتشمل منطقة وادي الربيع والنعم تبعد 15 كم عن وسط مدينة طرابلس إلى وسط عين زارة (النصب التذكاري) الذي يجسد معركة عين زارة الشهيرة ضد الغزو الايطالي وتوجد مدرسة عين زارة بالقرب منه يليها مثلث لحمودات إلى جامع القرقني الذي يقع وسط عين زارة. تمتد حدودها من الفرناج والطريق المعروف باسم طريق جامعة طرابلس ومنطقة السبعةشمالاً إلى وادي الربيع جنوبا ومن بئر الأسطى ميلاد شرقاً إلى حي صلاح الدين غرباً وتتوسطها خلة الفرجان يوجد بها سجنان هما سجن الرويمي السياسي وسجن عين زارة.

## حدودها
شمالا- الفرناج والطريق المعروف باسم طريق جامعة طرابلس ومنطقة السبعة في سوق الجمعة.
جنوبا- وادي الربيع.
شرقا- ضاحية بئر الأسطى ميلاد الواقع في تاجوراء.
غربا- حي صلاح الدين.

## معالم
يوجد بها النصب التذكاري الخاص بشهداء معركة عين زارة الشهيرة ضد الغزو الإيطالي لليبيا.

## مناطق عين زارة
- الفرناج *بن قصيعة
- السبعة *قرية السوكني وهي تمتد من طريق الشوك إلى جزيرة دوران خمس شوارع
- طريق الشوك
- طريق المشتل
- الفردوس
- خلة الفرجان
- خمس شوارع
- قرية المزاوغة
- النصب التذكاري
- الحمودات
- مشروع الموز
- العبابسة
- الجدادعة
- القرقني
- الرويمي
- النادي الدبلوماسي
- الكحيلي
- وادي الربيع النعم
- بئرالأسطى ميلاد